# Liste des cantons d'Indre-et-Loire
 (novembre 2013).
Si vous disposez d'ouvrages ou d'articles de référence ou si vous connaissez des sites web de qualité traitant du thème abordé ici, merci de compléter l'article en donnant les références utiles à sa vérifiabilité et en les liant à la section « Notes et références ».

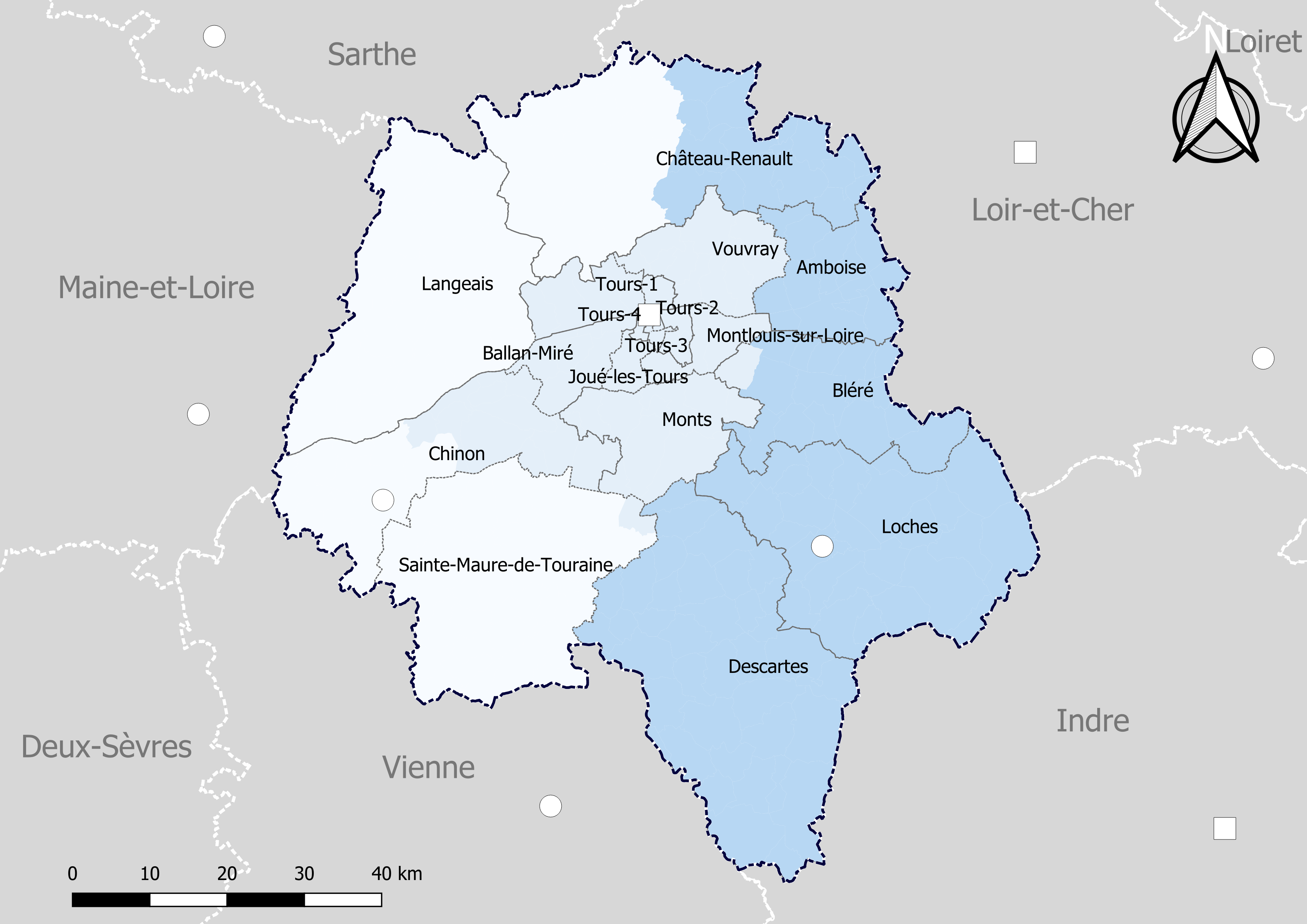
Découpage cantonal du département d'Indre-et-Loire, avec en surimpression les arrondissements (en nuances de bleu) - Carte arrêtée au 1er janvier 2019.

Le département français d'Indre-et-Loire est découpé en trois  arrondissements et depuis le dernier redécoupage de 1984 en trente-sept cantons. À partir de 2015, ce nombre est réduit à dix-neuf à la suite du redécoupage cantonal de 2014.

## Composition actuelle

### Composition détaillée
| N° | Nom du Canton            | Bureau centralisateur    | Population 2010 | Écart /moyenne | Nombre de communes entières | Communes composant le canton |
| -- | ------------------------ | ------------------------ | --------------- | -------------- | --------------------------- | --- |
| 1  | Amboise                  | Amboise                  | 27 443          | 0,88           | 14                          | Amboise, Cangey, Chargé, Limeray, Lussault-sur-Loire, Montreuil-en-Touraine, Mosnes, Nazelles-Négron, Neuillé-le-Lierre, Noizay, Pocé-sur-Cisse, Saint-Ouen-les-Vignes, Saint-Règle, Souvigny-de-Touraine. |
| 2  | Ballan-Miré              | Ballan-Miré              | 25 040          | 0,81           | 7                           | Ballan-Miré, Berthenay, Druye, La Riche, Saint-Genouph, Savonnières, Villandry. |
| 3  | Bléré                    | Bléré                    | 25 287          | 0,81           | 17                          | Athée-sur-Cher, Azay-sur-Cher, Bléré, Céré-la-Ronde, Chenonceaux, Chisseaux, Cigogné, Civray-de-Touraine, Cormery, Courçay, La Croix-en-Touraine, Dierre, Épeigné-les-Bois, Francueil, Luzillé, Saint-Martin-le-Beau, Sublaines. |
| 4  | Château-Renault          | Château-Renault          | 36 618          | 1,18           | 36                          | Autrèche, Auzouer-en-Touraine, Beaumont-Louestault, Le Boulay, Bueil-en-Touraine, Cerelles, Charentilly, Château-Renault, Chemillé-sur-Dême, Crotelles, Dame-Marie-les-Bois, Épeigné-sur-Dême, La Ferrière, Les Hermites, Marray, Monthodon, Morand, Neuillé-Pont-Pierre, Neuville-sur-Brenne, Neuvy-le-Roi, Nouzilly, Pernay, Rouziers-de-Touraine, Saint-Antoine-du-Rocher, Saint-Aubin-le-Dépeint, Saint-Christophe-sur-le-Nais, Saint-Laurent-en-Gâtines, Saint-Nicolas-des-Motets, Saint-Paterne-Racan, Saint-Roch, Saunay, Semblançay, Sonzay, Villebourg, Villedômer.                                                                                  |
| 5  | Chinon                   | Chinon                   | 34 238          | 1,1            | 27                          | Avoine, Azay-le-Rideau, Beaumont-en-Véron, Bréhémont, Candes-Saint-Martin, La Chapelle-aux-Naux, Cheillé, Chinon, Cinais, Couziers, Huismes, Lerné, Lignières-de-Touraine, Marçay, Rigny-Ussé, Rivarennes, Rivière, La Roche-Clermault, Saché, Saint-Benoît-la-Forêt, Saint-Germain-sur-Vienne, Savigny-en-Véron, Seuilly, Thilouze, Thizay, Vallères, Villaines-les-Rochers. |
| 6  | Descartes                | Descartes                | 25 398          | 0,82           | 38                          | Abilly, Barrou, Betz-le-Château, Bossay-sur-Claise, Bossée, Bournan, Boussay, La Celle-Guenand, La Celle-Saint-Avant, Chambon, La Chapelle-Blanche-Saint-Martin, Charnizay, Chaumussay, Ciran, Civray-sur-Esves, Cussay, Descartes, Draché, Esves-le-Moutier, Ferrière-Larçon, Le Grand-Pressigny, La Guerche, Ligueil, Louans, Le Louroux, Manthelan, Marcé-sur-Esves, Mouzay, Neuilly-le-Brignon, Paulmy, Le Petit-Pressigny, Preuilly-sur-Claise, Saint-Flovier, Sepmes, Tournon-Saint-Pierre, Varennes, Vou, Yzeures-sur-Creuse. |
| 7  | Joué-lès-Tours           | Joué-lès-Tours           | 35 976          | 1,16           | 1                           | Joué-lès-Tours. |
| 8  | Langeais                 | Langeais                 | 34 709          | 1,12           | 29                          | Ambillou, Avrillé-les-Ponceaux, Benais, Bourgueil, Braye-sur-Maulne, Brèches, Channay-sur-Lathan, La Chapelle-sur-Loire, Château-la-Vallière, Chouzé-sur-Loire, Cinq-Mars-la-Pile, Cléré-les-Pins, Continvoir, Coteaux sur Loire, Couesmes, Courcelles-de-Touraine, Gizeux, Hommes, Langeais, Lublé, Marcilly-sur-Maulne, Mazières-de-Touraine, Restigné, Rillé, Saint-Laurent-de-Lin, Saint-Nicolas-de-Bourgueil, Savigné-sur-Lathan, Souvigné, Villiers-au-Bouin. |
| 9  | Loches                   | Loches                   | 25 439          | 0,82           | 28                          | Azay-sur-Indre, Beaulieu-lès-Loches, Beaumont-Village, Bridoré, Chambourg-sur-Indre, Chanceaux-près-Loches, Chédigny, Chemillé-sur-Indrois, Dolus-le-Sec, Ferrière-sur-Beaulieu, Genillé, Le Liège, Loché-sur-Indrois, Loches, Montrésor, Nouans-les-Fontaines, Orbigny, Perrusson, Reignac-sur-Indre, Saint-Hippolyte, Saint-Jean-Saint-Germain, Saint-Quentin-sur-Indrois, Saint-Senoch, Sennevières, Tauxigny-Saint-Bauld, Verneuil-sur-Indre, Villedômain, Villeloin-Coulangé. |
| 10 | Montlouis-sur-Loire      | Montlouis-sur-Loire      | 32 700          | 1,05           | 5                           | Chambray-lès-Tours, Larçay, Montlouis-sur-Loire, Véretz, La Ville-aux-Dames. |
| 11 | Monts                    | Monts                    | 32 579          | 1,05           | 10                          | Artannes-sur-Indre, Esvres, Montbazon, Monts, Pont-de-Ruan, Saint-Branchs, Sorigny, Truyes, Veigné, Villeperdue. |
| 12 | Saint-Cyr-sur-Loire      | Saint-Cyr-sur-Loire      | 35 962          | 1,16           | 5                           | Fondettes, Luynes, La Membrolle-sur-Choisille, Saint-Cyr-sur-Loire, Saint-Étienne-de-Chigny. |
| 13 | Sainte-Maure-de-Touraine | Sainte-Maure-de-Touraine | 27 401          | 0,88           | 43                          | Anché, Antogny-le-Tillac, Assay, Avon-les-Roches, Braslou, Braye-sous-Faye, Brizay, Champigny-sur-Veude, Chaveignes, Chezelles, Courcoué, Cravant-les-Côteaux, Crissay-sur-Manse, Crouzilles, Faye-la-Vineuse, L'Île-Bouchard, Jaulnay, Lémeré, Ligré, Luzé, Maillé, Marcilly-sur-Vienne, Marigny-Marmande, Neuil, Nouâtre, Noyant-de-Touraine, Panzoult, Parçay-sur-Vienne, Ports, Pouzay, Pussigny, Razines, Richelieu, Rilly-sur-Vienne, Saint-Épain, Sainte-Catherine-de-Fierbois, Sainte-Maure-de-Touraine, Sazilly, Tavant, Theneuil, La Tour-Saint-Gelin, Trogues, Verneuil-le-Château.                                                                |
| 14 | Saint-Pierre-des-Corps   | Saint-Pierre-des-Corps   | 29 174          | 0,94           | 2                           | Saint-Avertin, Saint-Pierre-des-Corps. |
| 15 | Tours-1                  | Tours                    | fraction Tours  |                | fraction Tours              | Partie de la commune de Tours située au nord de l'axe des voies et limites suivantes : depuis la limite territoriale de la commune de Saint-Cyr-sur-Loire, quai de Portillon, quai Paul-Bert, allée de la Loire, cours de la Loire, suivant la limite territoriale de la commune de Saint-Pierre-des-Corps et jusqu'à la limite territoriale de la commune de Rochecorbon. |
| 16 | Tours-2                  | Tours                    | fraction Tours  |                | fraction Tours              | Partie de la commune de Tours située à l'est de l'axe des voies et limites suivantes : depuis la limite territoriale de la commune de Saint-Pierre-des-Corps, pont Mirabeau, allée de la Loire, quai Paul-Bert, pont Wilson, rue Nationale, place Jean-Jaurès, boulevard Béranger, rue de Sébastopol, rue d'Entraigues, rue George-Sand, rue Roger-Salengro, avenue de Grammont, rue Parmentier, rue Blaise-Pascal, boulevard De-Lattre-de-Tassigny, avenue du Général-de-Gaulle, avenue de Grammont, boulevard Richard-Wagner, jusqu'à la limite territoriale de la commune de Saint-Pierre-des-Corps.                                                       |
| 17 | Tours-3                  | Tours                    | fraction Tours  |                | fraction Tours              | Partie de la commune de Tours située au sud de l'axe des voies et limites suivantes : depuis la limite territoriale de la commune de Joué-lès-Tours, route des Deux-Lions, avenue Jean-Portalis, cours du Cher, pont Saint-Sauveur, rue Auguste-Chevallier, rue Stéphane-Pitard, boulevard Marchand-Duplessis, boulevard Jean-Royer, rue Auguste-Chevallier, rue de Boisdenier, rue Giraudeau, rue Roger-Salengro, avenue de Grammont, rue Parmentier, rue Blaise-Pascal, boulevard De-Lattre-de-Tassigny, avenue du Général-de-Gaulle, avenue de Grammont, boulevard Richard-Wagner, jusqu'à la limite territoriale de la commune de Saint-Pierre-des-Corps. |
| 18 | Tours-4                  | Tours                    | fraction Tours  |                | fraction Tours              | Partie de la commune de Tours non incluse dans les cantons de Tours-1, Tours-2 et Tours-3. |
| 19 | Vouvray                  | Vouvray                  | 27 734          | 0,89           | 10                          | Chanceaux-sur-Choisille, Chançay, Mettray, Monnaie, Notre-Dame-d'Oé, Parçay-Meslay, Reugny, Rochecorbon, Vernou-sur-Brenne, Vouvray. |
|    |                          |                          | 590 515         |                | 279                         | |

### Répartition par arrondissement
Contrairement à l'ancien découpage où chaque canton était inclus à l'intérieur d'un seul arrondissement, le nouveau découpage territorial s'affranchit des limites des arrondissements. Certains cantons peuvent être composés de communes appartenant à des arrondissements différents. Dans le département d'Indre-et-Loire, c'est le cas du canton de Langeais.
Le tableau suivant présente la répartition par arrondissement :
| N° | Canton                   | Chinon | Tours          | Loches | Total          |
| -- | ------------------------ | ------ | -------------- | ------ | -------------- |
| 1  | Amboise                  |        | 14             |        | 14             |
| 2  | Ballan-Miré              |        | 7              |        | 7              |
| 3  | Bléré                    |        | 17             |        | 17             |
| 4  | Château-Renault          |        | 36             |        | 36             |
| 5  | Chinon                   | 27     |                |        | 27             |
| 6  | Descartes                |        |                | 38     | 38             |
| 7  | Joué-lès-Tours           |        | 1              |        | 1              |
| 8  | Langeais                 | 17     | 15             |        | 32             |
| 9  | Loches                   |        |                | 29     | 29             |
| 10 | Montlouis-sur-Loire      |        | 5              |        | 5              |
| 11 | Monts                    |        | 10             |        | 10             |
| 12 | Saint-Cyr-sur-Loire      |        | 5              |        | 5              |
| 13 | Sainte-Maure-de-Touraine | 43     |                |        | 43             |
| 14 | Saint-Pierre-des-Corps   |        | 2              |        | 2              |
| 15 | Tours-1                  |        | fraction Tours |        | fraction Tours |
| 16 | Tours-2                  |        | fraction Tours |        | fraction Tours |
| 17 | Tours-3                  |        | fraction Tours |        | fraction Tours |
| 18 | Tours-4                  |        | fraction Tours |        | fraction Tours |
| 19 | Vouvray                  |        | 10             |        | 10             |
|    |                          | 87     | 123            | 67     | 279            |

## Historique

### Découpage de 1790
À sa création le département, comptait trente-cinq cantons et sept districts.
District de Tours :
Canton de Tours : Tours, Saint-Étienne-Extra (ou Saint-Étienne-du-Chardonnet), Saint-Symphorien, Notre-Dame-la-Riche, Saint-Pierre-des-Corps, Beaumont, Sainte-Radegonde, Mettray, Saint-Cyr-sur-Loire, Berthenay et Saint-Genouph
Canton de Saint-Christophe : Saint-Christophe, Saint-Aubin, Saint Paterne, Neuillé-Pont-Pierre et Sonzay
Canton de Luynes : Luynes, Semblançay, Le Serrain, Charentilly, Pernay, Vallières, Fondettes, Saint-Roch et Saint-Étienne-de-Chigny
Canton de Vouvray : Vouvray, Chanceaux, Notre-Dame-d'Oé, Parçay, Rochecorbon, Saint-Georges, Vernou et Chançay
Canton de Mont-Loire (Montlouis) : Mont-Loire, La Ville-aux-Dames, Véretz, Larçay et Azay-sur-Cher
Canton de Cormery : Cormery, Truyes, Esvres et Saint-Branchs
Canton de Montbazon : Montbazon, Veigné, Sorigny, Villeperdue, Artannes, Pont-de-Ruan, Chambray et Monts
Canton de Ballan : Ballan, Joué, Saint-Avertin, Miré, Druye, Savonnières et Villandry
District d'Amboise :
Canton d'Amboise : Amboise, St-Denis-Hors-Faubourgs, Saint-Martin-le-Beau, Lussault, Chargé, Mosnes, Saint-Règle, Souvigny et Négron
Canton de Bléré : Bléré, Chisseaux, Chenonceaux, Civray, La Croix, Dierre, Athée, Cigogné et Courçay
Canton de Luzillé : Luzillé, Sublaines, Francueil, Épeigné et Céré
Canton de Saint-Ouen : Saint-Ouen, Nazelles, Noizay, Montreuil, Cangey, Limeray, Pocé et Fleuray
District de Château-Renault :
Canton de Château-Renault : Château-Renault, Neuville, Saunay, Saint-Nicolas-des-Motets, Morand, Dame-Marie, Autrèche, Auzouer, Le Boulay, Les Hermites, Le Sentier et Monthodon
Canton de Monnaie : Monnaie, Villedômer, Neuillé-le-Lierre, Reugny, Crotelles, Saint-Laurent-en-Gâtines, Nouzilly, Cerelles, Saint-Antoine-du-Rocher, Rouziers et Chenusson
Canton de Neuvy : Neuvy, Beaumont-la-Ronce, Marray, La Ferrière, Rorthes, Les Pins, Épeigné, Chemillé, Villebourg, Bueil et Louestault
District de Loches :
Canton de Loches : Loches, Beaulieu (Saint-André, Saint-Laurent, Saint-Pierre), Azay-sur-Indre, Reignac (Le fau), Chambourg, Chanceaux, Verneuil, Perrusson, Saint-Jean, Oizay, Cerçay, Bridoré, Chédigny, Saint-Quentin, Ferrière-sur-Beaulieu, Saint-Germain, La Chapelle-Saint-Hippolyte, Vitray, Sennevières
Canton de Ligueil : Ligueil, Mouzay, Vou, Ciran, Varennes, Saint-Senoch, Esves-le-Moutier, La Chapelle-Blanche, Sepmes et Bournan
Canton de Manthelan : Manthelan, Dolus, Bossée, Le Louroux, Louans, Saint-Bauld, Tauxigny et Sainte-Catherine
Canton de Montrésor : Montrésor, Beaumont-Village, Le Liège, Orbigny, Genillé, Chemillé, Villeloin, Coulangé, Nouans, Aubigny, Loché, Villedômain et Écueillé
District de Chinon : 
Canton de Chinon : Chinon (Saint-Étienne, Saint-Mexme, Saint-Jacques, Saint-Maurice), Saint-Mexme-les-Champs, Cravant, Saint-Louand, Beaumont, Savigny, Avoine, Parilly, La Roche-Clermault, Cinais, Marçay, Rivière, Anché, Ligré et Huismes
Canton de Richelieu : Richelieu, Le Sablon, Grazay, Assay, Lémeré, Champigny-sur-Veude, Chaveignes, La Tour-Saint-Gelin, Courcoué, Braslou, Braye, Razines, Faye, Saint-Jouin et Marnay
Canton de Marigny-Marmande : Marigny-Marmande, Verneuil, Luzé, Pont-Amboizé, Jaulnay, Nancré, Pontçay, Pussigny, Antogny et Ports
Canton de L'Île-Bouchard : L'Île-Bouchard (Saint-Maurice, Saint-Gilles), Sazilly, Tavant, Brizay, Theneuil, Lièze, Chezelles, Parçay, Rilly, Panzoult, Avon, Crouzilles, Mougon, Trogues et Crissay
Canton de Sainte-Maure : Sainte-Maure, Neuil, Saint-Épain, Montgauger, Noyant, Pouzay, Maillé-Argenson, Nouâtre, Marcilly et Noyers
Canton d'Azay-le-Rideau : Azay-le-Rideau, Thilouze, Villaines, Saché, Cheillé, Lignières et Vallères
Canton de Candes : Candes, Saint-Germain, Couziers, Lerné, Thizay et Seuilly
Canton de Rigny : Rigny, Rivarennes, Bréhémont, La Chapelle-aux-Naux et Saint-Benoit
District de Preuilly :
Canton de Preuilly : Preuilly, Chaumussay, Boussay, Bossay, Saint-Michel-du-Bois, Yzeures, Saint-Pierre-de-Tournon et Chambon
Canton de Lahaye : Lahaye, Draché, Civray, La Celle-Saint-Avant, Marcé, Cussay, Neuilly, Balesmes
Canton du Grand-Pressigny : Le Grand-Pressigny, Le Petit-Pressigny, Paulmy, Ferrière-Larçon, Abilly, La Celle-Guenand, Saint-Martin-d'Etableaux, La Guerche et Barrou
Canton de Flovier : Flovier, Sainte-Julitte, Betz, Charnizay et Saint-Michel-des-Landes
District de Langeais :
Canton de Langeais : Langeais (Saint-Jean, Saint-Laurent), Cinq-Mars, Saint-Michel-sur-Loire, Saint-Patrice, Les Essards et Mazières
Canton de Bourgueil : Bourgueil, Saint-Nicolas, Ingrandes, La Chapelle-Blanche, Chouzé-sur-Loire, Benais, Saint-Philibert et Restigné
Canton de Savigné : Savigné, Gizeux, Continvoir, Avrillé, Saint-Symphorien, Hommes, Cléré, Ambillou, Rillé, Courcelles et Channay
Canton de Valjoieux (Château-la-Vallière) : Château-la-Vallière, Villiers, Braye, Marcilly, Lublé, Saint-Laurent-de-Lin, Chouzé-le-Sec, Couesmes, Souvigné et Brèches

### Découpage de 1801
En 1798, la commune d'Écueillé quitte le département d'Indre-et-Loire où elle faisait partie du canton de Montrésor, et rejoint le département de l'Indre.
La loi du 28 janvier 1801, dite « loi portant réduction du nombre de justices de paix », impose la réduction du nombre de cantons dans chaque département. Plusieurs cantons sont alors supprimés : Ballan, Candes, Cormery, Luynes, Luzillé, Manthelan, Marigny-Marmande, Monnaie, Mont-Loire, Neuvy, Rigny, Saint-Flovier, Saint-Ouen et Savigné. Dans le même temps, les cantons de Tours-Centre, Tours-Nord, Tours-Sud et Neuillé-Pont-Pierre sont créés.
Arrondissement de Tours
Canton d'Amboise : Amboise, Cangey, Chargé, Fleuray, Limeray, Lussault, Montreuil, Mosnes, Nazelles, Négron, Pocé-sur-Cisse, Saint-Denis-Hors, Saint-Martin-le-Beau, Saint-Ouen, Saint-Règle, Souvigny
Canton de Bléré : Bléré, Azay-sur-Cher, Athée, Céré, Chenonceaux, Chisseaux, Cigogné, Civray, Courçay, La Croix, Dierre, Épeigné, Francueil, Luzillé, Sublaines
Canton de Château-Renault : Château-Renault, Autrèche, Auzouer, Le Boulay, Chenusson, Crotelles, Dame-Marie-les-Bois, Les Hermites, Monthodon, Morand, Neuville, Nouzilly, Saint-Laurent-en-Gâtines, Saint-Nicolas-des-Motets, Saunay, Le Sentier, Villedômer
Canton de Montbazon : Montbazon, Artannes, Ballan, Chambray, Cormery, Druye, Esvres, Miré Monts, Pont-de-Ruan, Saint-Branchs, Sorigny, Truyes, Veigné, Villeperdue
Canton de Neuillé-Pont-Pierre : Neuillé-Pont-Pierre, Beaumont-la-Ronce,Cerelles, Charentilly, Pernay, Rouziers, Saint-Antoine-du-Rocher, Saint-Roch, Semblançay, Le Serrain, Sonzay
Canton de Saint-Christophe : Saint-Christophe, Bueil, Chemillé, Épeigné, La Ferrière, Louestault, Marray, Neuvy, Les Pins, Rorthes, Saint-Aubin, Saint Paterne, Villebourg
Canton de Tours-Centre : Tours
Canton de Tours-Nord : Tours, Fondettes, Luynes, Mettray, Saint-Cyr-sur-Loire, La Ville-aux-Dames, Saint-Étienne-de-Chigny, Saint-Georges, Saint-Symphorien, Sainte-Radegonde, Vallières
Canton de Tours-Sud : Tours, Joué-lès-Tours, Larçay, Montlouis-sur-Loire, La Riche, Saint-Avertin, Saint-Genouph, Saint-Pierre-des-Corps, Savonnières, Véretz, Villandry, Beaumont-lès-Tours, Saint-Étienne-Extra
Canton de Vouvray : Vouvray, Chançay, Chanceaux, Monnaie, Neuillé-le-Lierre, Noizay, Notre-Dame-d'Oé, Parçay-Meslay, Reugny, Rochecorbon, Vernou
Arrondissement de Chinon
Canton d'Azay-le-Rideau : Azay-le-Rideau, Bréhémont, La Chapelle-aux-Naux, Cheillé, Lignières, Rigny, Rivarennes, Saché, Saint-Benoit, Thilouze, Vallères, Villaines
Canton de Bourgueil : Bourgueil, Benais, La Chapelle-Blanche, Chouzé-sur-Loire, Restigné, Saint-Nicolas, Saint-Philibert
Canton de Château-la-Vallière : Château-la-Vallière, Ambillou,Braye, Brèches, Channay, Chouzé-le-Sec, Couesmes, Courcelles, Hommes, Lublé, Marcilly, Rillé, Saint-Laurent-de-Lin, Savigné, Souvigné, Villiers
Canton de Chinon : Chinon, Avoine, Beaumont, Candes, Cinais, Couziers, Huismes, Lerné, Parilly, La Roche-Clermault, Saint-Louand, Savigny, Saint-Germain, Seuilly, Thizay
Canton de L'Île-Bouchard : L'Île-Bouchard (Saint-Maurice, Saint-Gilles), Anché, Avon, Brizay, Chezelles, Cravant, Crissay, Crouzilles, Lièze, Mougon, Panzoult, Parçay, Rilly, Rivière, Sazilly, Tavant, Theneuil, Trogues
Canton de Langeais : Langeais, Avrillé, Cinq-Mars, Cléré, Continvoir, Les Essards, Gizeux, Ingrandes, Mazières, Saint-Michel-sur-Loire, Saint-Patrice, Saint-Symphorien,
Canton de Sainte-Maure : Sainte-Maure, Maillé, Marcilly, Neuil, Nouâtre, Noyant, Noyers, Pouzay, Saint-Épain
Canton de Richelieu : Richelieu, Assay, Braslou, Braye, Champigny-sur-Veude, Chaveignes, Courcoué, Faye, Grazay, Lémeré, Ligré, Marçay, Razines, Le Sablon, La Tour-Saint-Gelin
Arrondissement de Loches
Canton de Loches : Loches, Azay-sur-Indre, Beaulieu, Chambourg, Chédigny, Dolus, Chanceaux, Ferrière-sur-Beaulieu, Perrusson, Reignac, Saint-Bauld, Saint-Germain, Saint-Hippolyte, Saint-Jean, Saint-Quentin, Sennevières, Tauxigny, Vitray
Canton de Ligueil : Ligueil, Bossée, Bournan, La Chapelle-Blanche, Ciran, Esves-le-Moutier, Louans, Le Louroux, Manthelan, Mouzay, Saint-Senoch, Sainte-Catherine, Varennes, Vou
Canton de Montrésor : Montrésor, Aubigny, Beaumont-Village, Chemillé, Coulangé, Genillé, Le Liège, Loché, Orbigny, Nouans, Villedômain, Villeloin
Canton de Preuilly : Preuilly, Bossay, Boussay, Chambon, Chaumussay, Charnizay, Saint-Michel-du-Bois, Tournon-Saint-Pierre, Yzeures
Canton de Lahaye : Lahaye, Abilly, Balesmes, La Celle-Saint-Avant, Civray, Cussay, Draché, Marcé, Neuilly, Sepmes
Canton du Grand-Pressigny : Le Grand-Pressigny, Barrou, Betz, Bridoré, La Celle-Guenand, Saint-Martin-d'Etableaux, Ferrière-Larçon, La Guerche, Paulmy, Le Petit-Pressigny, Flovier, Sainte-Julitte, Verneuil

### Découpage entre 1803 et 2010

#### 1803
Le canton de Saint-Christophe change de chef-lieu et devient le canton de Neuvy-le-Roi.

#### 1808
Par sa fusion avec Rochecorbon, Saint-Georges revient dans le canton de Vouvay.

#### 1816
L'ordonnance royale du 27 mars 1816 distrait la commune de Bridoré du canton du Grand-Pressigny et la réunit à celui de Loches.
Verneuil-sur-Indre quitte le canton du Grand-Pressigny pour rejoindre celui de Loches.

#### 1817
Par sa fusion avec Gizeux, Saint-Philibert-de-la-Pelouse passe du canton de Bourgueil à celui de Langeais.

#### 1824
La loi du 21 juillet 1824 distrait le canton de Château-la-Vallière de l’arrondissement de Chinon et le réunit à celui de Tours.

#### 1832
La loi du 28 mars 1832 distrait Sainte-Catherine-de-Fierbois du canton de Ligueil et la réunit à celui de Sainte-Maure.

#### 1873
La Membrolle-sur-Choisille est créée à partir de Mettray et rejoint le canton de Tours-Nord.

#### 1916
La loi du 2 décembre 1916 distrait Saint-Martin-le-Beau d’Amboise et la réunit à celui de Bléré.

#### 1938
Le décret du 7 octobre 1938 distrait La Ville-aux-Dames du canton de Tours-Nord et la réunit à celui de Tours-Sud.

#### 1951
La Ferrière quitte le canton de Neuvy-le-Roi pour celui de Château-Renault.

#### 1956
En 1956, sont créés les cantons de Tours-Est et Tours-Ouest.
Le canton de Tours-Est se compose alors de Tours, Larçay, Montlouis-sur-Loire, Saint-Avertin, Veretz, La Ville-aux-Dames.
Le canton de Tours-Ouest se compose alors de Tours, Berthenay, Joué-lès-Tours, La Riche, Saint-Genouph, Savonnières, Villandry.

#### 1957
Marçay quitte le canton de Richelieu pour celui de Chinon.

#### 1968
Rivière quitte le canton de l'Ile Bouchard pour rejoindre celui de Chinon.

#### 1973
En 1973, le canton de Tours-Val-de-Cher voit le jour ainsi que ceux de Saint-Cyr-sur-Loire, Saint-Pierre-des-Corps et Joué-lès-Tours.
Le canton de Tours-Val-de-Cher se compose alors d'une partie de Tours.
Le canton de Saint-Cyr-sur-Loire se compose alors de Saint-Cyr-sur-Loire, Fondettes, Luynes, La Membrolle-sur-Choisille, Mettray, Saint-Étienne-de-Chigny.
Le canton de Saint-Pierre-des-Corps se compose alors de Saint-Pierre-des-Corps, Larçay, Montlouis-sur-Loire, Saint-Avertin, Veretz, La Ville-aux-Dames.
Le canton de Joué-lès-Tours se compose alors de Joué-lès-Tours, Berthenay, La Riche, Saint-Genouph, Savonnières, Villandry. Ces communes sont distraites du canton de Joué-lès-Tours qui devient un canton à commune unique.

#### 1977
Continvoir quitte le canton de Langeais pour rejoindre celui de Bourgueil.
Gizeux est distrait du canton de Langeais pour intégré celui de Bourgueil.

#### 1982
En 1982, le canton de Tours-Nord disparaît et laisse place aux cantons Tours-Nord-Est et Tours-Nord-Ouest. Cette même année, naissent les cantons de Saint-Avertin et de Ballan-Miré.
Le canton de Ballan-Miré se compose alors de Ballan-Miré, Berthenay, Druye, La Riche, Saint-Genouph, Savonnières et Villandry.
Le canton de Saint-Avertin se compose alors de Saint-Avertin, Larçay, Montlouis-sur-Loire, Veretz, La Ville-aux-Dames.
Le canton de Saint-Pierre-des-Corps devient canton à commune unique.

#### 1984
En 1984, le canton de Joué-lès-Tours se scinde en deux cantons distincts, Joué-lès-Tours-Nord et Joué-lès-Tours-Sud. À la même période, les cantons de Chambray-lès-Tours, Luynes et Montlouis-sur-Loire sont créés.
Le canton de Chambray-lès-Tours se compose alors de Chambray-lès-Tours, Cormery, Esvres, Saint-Branchs, Truyes. Ces communes sont distraites du canton de Montbazon.
Le canton de Luynes se compose alors de Luynes, La Membrolle-sur-Choisille, Mettray, Saint-Étienne-de-Chigny.
Le canton de Montlouis-sur-Loire se compose alors de Montlouis-sur-Loire, Fondettes, Larçay, La Ville-aux-Dames.
Les cantons de Saint-Avertin et de Saint-Cyr-sur-Loire deviennent cantons à commune unique.

#### 2010
Le décret du 23 février 2010 modifie les limites communales entre Tours (canton de Tours-Nord-Est) et Rochecorbon (canton de Vouvray).

### Découpage entre 2010 et 2014

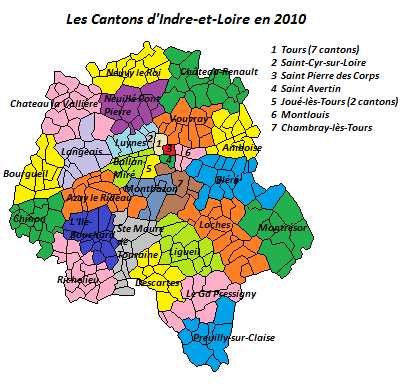
Carte du découpage administratif d'Indre-et-Loire en 2010.

#### Arrondissement de Chinon
L'arrondissement de Chinon (sous-préfecture Chinon) est subdivisé en sept cantons :
| Canton                             | Nombres de communes | Communes |
| ---------------------------------- | ------------------- | --- |
| Canton d'Azay-le-Rideau            | 12                  | Azay-le-Rideau, Bréhémont, Cheillé, La Chapelle-aux-Naux, Lignières-de-Touraine, Rigny-Ussé, Rivarennes, Saché, Saint-Benoît-la-Forêt, Thilouze, Vallères, Villaines-les-Rochers                          |
| Canton de Bourgueil                | 8                   | Benais, Bourgueil, Chouzé-sur-Loire, Continvoir, Gizeux, La Chapelle-sur-Loire, Restigné, Saint-Nicolas-de-Bourgueil                                                                                      |
| Canton de Chinon                   | 15                  | Avoine, Beaumont-en-Véron, Candes-Saint-Martin, Chinon, Cinais, Couziers, Huismes, La Roche-Clermault, Lerné, Marçay, Rivière, Saint-Germain-sur-Vienne, Savigny-en-Véron, Seuilly, Thizay                |
| Canton de l'Île-Bouchard           | 15                  | Anché, Avon-les-Roches, Brizay, Chezelles, Cravant-les-Côteaux, Crissay-sur-Manse, Crouzilles, L'Île-Bouchard, Panzoult, Parçay-sur-Vienne, Rilly-sur-Vienne, Sazilly, Tavant, Theneuil, Trogues          |
| Canton de Langeais                 | 9                   | Avrillé-les-Ponceaux, Cinq-Mars-la-Pile, Cléré-les-Pins, Ingrandes-de-Touraine, Langeais, Les Essards, Mazières-de-Touraine, Saint-Michel-sur-Loire, Saint-Patrice                                        |
| Canton de Richelieu                | 16                  | Assay, Braslou, Braye-sous-Faye, Champigny-sur-Veude, Chaveignes, Courcoué, Faye-la-Vineuse, Jaulnay, La Tour-Saint-Gelin, Lémeré, Ligré, Luzé, Marigny-Marmande, Razines, Richelieu, Verneuil-le-Château |
| Canton de Sainte-Maure-de-Touraine | 12                  | Antogny-le-Tillac, Maillé, Marcilly-sur-Vienne, Neuil, Nouâtre, Noyant-de-Touraine, Ports, Pouzay, Pussigny, Saint-Épain, Sainte-Catherine-de-Fierbois, Sainte-Maure-de-Touraine                          |

#### Arrondissement de Loches
L'arrondissement de Loches (sous-préfecture Loches) est subdivisé en six cantons :
| Canton                        | Nombres de communes | Communes |
| ----------------------------- | ------------------- | --- |
| Canton de Descartes           | 9                   | Abilly, Civray-sur-Esves, Cussay, Descartes, Draché, La Celle-Saint-Avant, Marcé-sur-Esves, Neuilly-le-Brignon, Sepmes |
| Canton du Grand-Pressigny     | 9                   | Barrou, Betz-le-Château, Ferrière-Larçon, La Celle-Guénand, La Guerche, Le Grand-Pressigny, Le Petit-Pressigny, Paulmy, Saint-Flovier |
| Canton de Ligueil             | 13                  | Bossée, Bournan, Ciran, Esves-le-Moutier, La Chapelle-Blanche-Saint-Martin, Le Louroux, Ligueil, Louans, Manthelan, Mouzay, Saint-Senoch, Varennes, Vou |
| Canton de Loches              | 18                  | Azay-sur-Indre, Beaulieu-lès-Loches, Bridoré, Chambourg-sur-Indre, Chanceaux-près-Loches, Chédigny, Dolus-le-Sec, Ferrière-sur-Beaulieu, Loches, Perrusson, Reignac-sur-Indre, Saint-Bauld, Saint-Hippolyte, Saint-Jean-Saint-Germain, Saint-Quentin-sur-Indrois, Sennevières, Tauxigny, Verneuil-sur-Indre |
| Canton de Montrésor           | 10                  | Beaumont-Village, Chemillé-sur-Indrois, Genillé, Le Liège, Loché-sur-Indrois, Montrésor, Nouans-les-Fontaines, Orbigny, Villedômain, Villeloin-Coulangé |
| Canton de Preuilly-sur-Claise | 8                   | Bossay-sur-Claise, Boussay, Chambon, Charnizay, Chaumussay, Preuilly-sur-Claise, Tournon-Saint-Pierre, Yzeures-sur-Creuse |

#### Arrondissement de Tours
L'arrondissement de Tours (préfecture Tours) est subdivisé en vingt-cinq cantons :
| Canton                           | Nombres de communes | Communes |
| -------------------------------- | ------------------- | --- |
| Canton d'Amboise                 | 12                  | Amboise, Cangey, Chargé, Limeray, Lussault-sur-Loire, Montreuil-en-Touraine, Mosnes, Nazelles-Négron, Pocé-sur-Cisse, Saint-Ouen-les-Vignes, Saint-Règle, Souvigny-de-Touraine                                                                 |
| Canton de Ballan-Miré            | 7                   | Ballan-Miré, Berthenay, Druye, La Riche, Saint-Genouph, Savonnières, Villandry |
| Canton de Bléré                  | 16                  | Athée-sur-Cher, Azay-sur-Cher, Bléré, Céré-la-Ronde, Chenonceaux, Chisseaux, Cigogné, Civray-de-Touraine, Courçay, Dierre, Épeigné-les-Bois, Francueil, La Croix-en-Touraine, Luzillé, Saint-Martin-le-Beau, Sublaines                         |
| Canton de Chambray-lès-Tours     | 5                   | Chambray-lès-Tours, Cormery, Esvres-sur-Indre, Saint-Branchs, Truyes |
| Canton de Château-la-Vallière    | 15                  | Ambillou, Braye-sur-Maulne, Brèches, Channay-sur-Lathan, Château-la-Vallière, Couesmes, Courcelles-de-Touraine, Hommes, Lublé, Marcilly-sur-Maulne, Rillé, Saint-Laurent-de-Lin, Savigné-sur-Lathan, Souvigné, Villiers-au-Bouin               |
| Canton de Château-Renault        | 16                  | Autrèche, Auzouer-en-Touraine, Château-Renault, Crotelles, Dame-Marie-les-Bois, La Ferrière, Le Boulay, Les Hermites, Monthodon, Morand, Neuville-sur-Brenne, Nouzilly, Saint-Laurent-en-Gâtines, Saint-Nicolas-des-Motets, Saunay, Villedômer |
| Canton de Joué-lès-Tours-Nord    |                     | Partie de Joué-lès-Tours |
| Canton de Joué-lès-Tours-Sud     |                     | Partie de Joué-lès-Tours |
| Canton de Luynes                 | 5                   | Fondettes, La Membrolle-sur-Choisille, Luynes, Mettray, Saint-Étienne-de-Chigny |
| Canton de Montbazon              | 7                   | Artannes-sur-Indre, Montbazon, Monts, Pont-de-Ruan, Sorigny, Veigné, Villeperdue |
| Canton de Montlouis-sur-Loire    | 4                   | Larçay, Montlouis-sur-Loire, Véretz, La Ville-aux-Dames |
| Canton de Monts                  | 10                  | Artannes-sur-Indre, Esvres-sur-Indre, Montbazon, Monts, Pont-de-Ruan, Saint-Branchs, Sorigny, Truyes, Veigné, Villeperdue |
| Canton de Neuillé-Pont-Pierre    | 10                  | Beaumont-la-Ronce, Cerelles, Charentilly, Neuillé-Pont-Pierre, Pernay, Rouziers-de-Touraine, Saint-Antoine-du-Rocher, Saint-Roch, Semblançay, Sonzay                                                                                           |
| Canton de Neuvy-le-Roi           | 10                  | Bueil-en-Touraine, Chemillé-sur-Dême, Épeigné-sur-Dême, Louestault, Marray, Neuvy-le-Roi, Saint-Aubin-le-Dépeint, Saint-Christophe-sur-le-Nais, Saint-Paterne-Racan, Villebourg                                                                |
| Canton de Saint-Avertin          | 1                   | Saint-Avertin |
| Canton de Saint-Cyr-sur-Loire    | 1                   | Saint-Cyr-sur-Loire |
| Canton de Saint-Pierre-des-Corps | 1                   | Saint-Pierre-des-Corps |
| Canton de Tours-Centre           |                     | Partie de Tours |
| Canton de Tours-Est              |                     | Partie de Tours |
| Canton de Tours-Nord-Est         |                     | Partie de Tours |
| Canton de Tours-Nord-Ouest       |                     | Partie de Tours |
| Canton de Tours-Ouest            |                     | Partie de Tours |
| Canton de Tours-Sud              |                     | Partie de Tours |
| Canton de Tours-Val-du-Cher      |                     | Partie de Tours |
| Canton de Vouvray                | 11                  | Chançay, Chanceaux-sur-Choisille, Monnaie, Neuillé-le-Lierre, Noizay, Notre-Dame-d'Oé, Parçay-Meslay, Reugny, Rochecorbon, Vernou-sur-Brenne, Vouvray                                                                                          |

### Redécoupage cantonal de 2014
Dans la poursuite de la réforme territoriale engagée en 2010, l'Assemblée nationale adopte définitivement le 17 avril 2013 la réforme du mode de scrutin pour les élections départementales destinée à garantir la parité hommes/femmes. Les lois (loi organique 2013-402 et loi 2013-403) sont promulguées le 17 mai 2013. Un nouveau découpage territorial est défini par décret du 18 février 2014 pour le département d'Indre-et-Loire. Celui-ci entre en vigueur lors du premier renouvellement général des assemblées départementales suivant la publication du décret, soit en mars 2015. Les conseillers départementaux sont élus au scrutin majoritaire binominal mixte. Les électeurs de chaque canton éliront au Conseil départemental, nouvelle appellation des Conseils généraux, deux membres de sexe différent, qui se présenteront en binôme de candidats. Les conseillers départementaux seront élus pour 6 ans au scrutin binominal majoritaire à deux tours, l'accès au second tour nécessitant 10 % des inscrits au 1er tour. En outre la totalité des conseillers départementaux est renouvelée.
Ce nouveau mode de scrutin nécessite un redécoupage des cantons dont le nombre est divisé par deux avec arrondi à l'unité impaire supérieure si ce nombre n'est pas entier impair et avec des conditions de seuils minimaux. En Indre-et-Loire le nombre de cantons passe ainsi de 37 à 19.
Les critères du remodelage cantonal sont les suivants : le territoire de chaque canton doit être défini sur des bases essentiellement démographiques, le territoire de chaque canton doit être continu et les communes de moins de 3 500 habitants sont entièrement comprises dans le même canton. Il n’est fait référence, ni aux limites des arrondissements, ni à celles des circonscriptions législatives.
Conformément à de multiples décisions du Conseil constitutionnel depuis 1985 et notamment  sa décision no 2010-618 DC du 9 décembre 2010,  il est admis que le principe d’égalité des électeurs au regard des critères démographiques est respecté lorsque le ratio conseiller/habitant de la circonscription est compris dans une fourchette de 20 % de part et d'autre du ratio moyen conseiller/habitant du département. Pour le département d'Indre-et-Loire, la population de référence est la population légale en vigueur au 1er janvier 2013, à savoir la population millésimée 2010, soit 590 515 habitants. Avec 19 cantons la population moyenne par conseiller départemental est de 31 080 habitants. Ainsi la population de chaque nouveau canton doit-elle être comprise entre 24 864 habitants et 37 296 habitants pour respecter le principe de l'égalité citoyenne au vu des critères démographiques.

## Pour approfondir

### Sources
- « Notice des communes "Des villages de Cassini aux communes d'aujourd'hui" », sur site de l'École des hautes études en sciences sociales